# Attagenus brunneopunctatus
Attagenus brunneopunctatus is een keversoort uit de familie spektorren (Dermestidae). De wetenschappelijke naam van de soort werd in 1893 gepubliceerd door Maurice Pic.